# Hofmolen
De Hofmolen of Kasteelmolen is een watermolen in de tot de Antwerpse gemeente Zandhoven behorende plaats Viersel, gelegen aan Herentalsebaan 203.
Deze onderslagmolen op de Molenbeek (ook: Prullebeek) fungeerde als korenmolen.

## Geschiedenis
Al in 1210 was er sprake van een watermolen op deze plaats. Deze was in bezit van de Abdij van Tongerlo. Tijdens de godsdiensttwisten van eind 16e eeuw raakte de molen buiten gebruik en in verval. Van 1630-1638 werd aan een nieuwe molen gewerkt in opdracht van de familie Van de Werve, bewoners van het Kasteel Hovorst, en in 1662 werd de molen herbouwd in steen.
In 1882-1886 werd de molen opnieuw herbouwd en de huidige gebouwen zijn vrijwel geheel uit dat tijdstip. In 1963 werd het maalbedrijf stopgezet.
In 2013 werd naast de molen een vistrap aangelegd.

## Gebouw
Het complex bestaat uit het molenhuis, het molenaarshuis en stallingen met de zolders als verblijf voor de knechts. De molen bleef met vrijwel complete inrichting bewaard. Het waterrad is geheel afgeschermd en bestaat uit een metalen rad met houten pluiplanken.
De omgeving van de molen werd in 1980 beschermd en in 1992 kreeg ook de molen een beschermde status.